# Крокава
Крокава (слч. Krokava) насељено је мјесто са административним статусом сеоске општине (слч. obec) у округу Римавска Собота, у Банскобистричком крају, Словачка Република.

## Становништво
| Година:    | 1994. | 2004.   | 2014.    | 2024.    |
| ---------- | ----- | ------- | -------- | -------- |
| Број људи: | 35    | 34      | 29       | 18       |
| Разлика:   |       | -2,85 % | -14,70 % | -37,93 % |

| Година:    | 2023. | 2024. |
| ---------- | ----- | ----- |
| Број људи: | 18    | 18    |
| Разлика:   |       | +0 %  |

Према подацима о броју становника из 2011. године насеље је имало 31 становника.